# Siderops
Siderops es un género extinto de temnospóndilo perteneciente a la familia Chigutisauridae que vivió en el Jurásico Inferior, en lo que hoy es Australia. Sin embargo se ha propuesto que debería ser reclasificado como un braquiópido. Siderops era de gran tamaño, con un cráneo de más de 50 centímetros de largo y una longitud total de 2.5 metros.

## Literatura
- J. Sébastien Steyer; Ross Damiani (2005) A giant brachyopoid temnospondyl from the Upper Triassic or Lower Jurassic of Lesotho. Bulletin de la Société Géologique de France 176 (3): 243–248. doi:10.2113/176.3.243.